# Harestua
Harestua är en tätort i Lunners kommun i  Akershus fylke i sydöstra Norge. Orten ligger vid riksväg 4 och Gjøvikbanan och är kommunens största tätort.

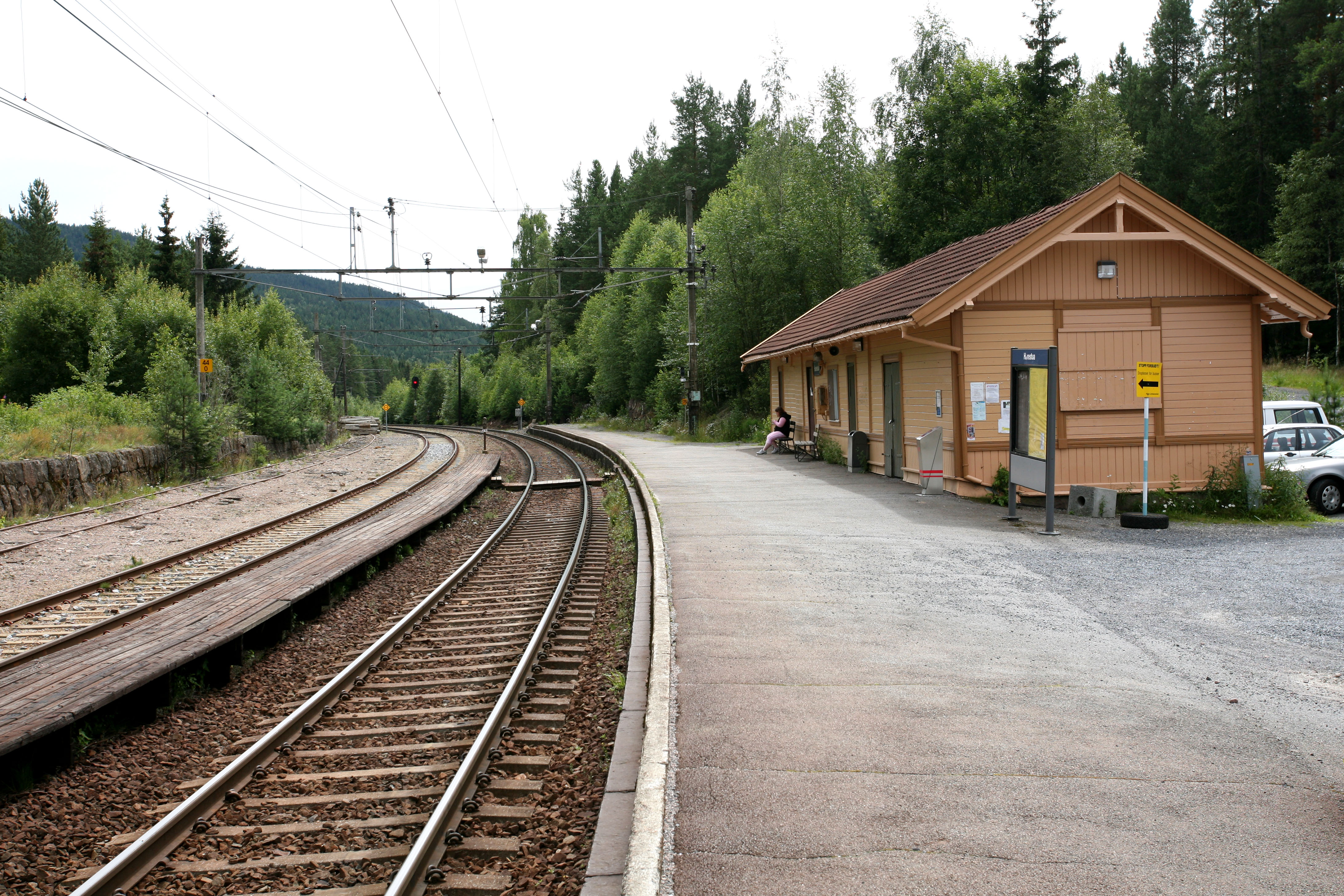
Harestua station.